# Associated Equipment Company

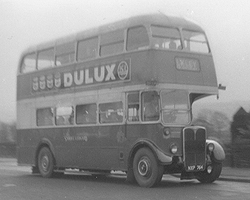
AEC Regent

A Associated Equipment Company AEC foi uma empresa britânica de produção de veículos que construiu ônibus e caminhões de 1912 até 1979. O nome extenso da companhia era muito pouco conhecido, embora a sigla AEC tenha sido bastante notória.
Embora tenha ficado famosa com sua associação ao ônibus londrinos, a AEC também vendia veículos comerciais para muitas companhias domésticas e internacionais, incluindo em Portugal.
Entre os modelos produzidos estão o AEC Regent e o AEC Q-Type.